# 傑克遜鎮區 (阿肯色州夏普縣)
傑克遜鎮區（英語：Jackson Township）是位於美國阿肯色州夏普縣的一個行政鎮區。

## 地方資料
傑克遜鎮區的面積為69.73平方千米，當中陸地面積為69.21平方千米，而水域面積為0.52平方千米。根據2010年美國人口普查的數據，當地共有人口295人，而人口密度為每平方千米4.23人。